# أسعد علي
الدكتور أسعد أحمد علي (وُلد 1937 م) باحث وكاتب وشاعر سوري، من الطائفة النصيرية (العلوية)، ومرشد الاتحاد العالمي للمؤلفين باللغة العربية خارج الوطن العربي، ورئيس مجمع البلاغة العالمي. له عناية خاصَّة بأدب أعلام النصيرية كالمنُنتجَب العاني، والمكزون السنجاري.

## ولادته وسيرته
ولد في مدينة اللاذقية في سورية، لأسرة من الطائفة النصيرية. وتلقى تعليمه في جبلة وحماة وتخرج في كلية الحقوق بجامعة دمشق، ثم نال الدكتوراه في الأدب والدكتوراه في الفلسفة الإلهية من الجامعة اليسوعية، ودكتوراه في الفن والعرفان من جامعة طِهران.
عمل أستاذًا للبلاغة والنقد في كلية الآداب والعلوم الإنسانية بجامعة دمشق، وسبق أن عمل مدرسًا في لبنان، وهو عضو في جمعية البحوث والدراسات.
أشرف على العديد من رسائل الماجستير والدكتوراه في جامعات دمشق وبيروت والأردن.
وهو أديب وشاعر، برزت اجتهاداته في العرفان واللغة، ويُعَد من شعراء الرمزية، وخطيب، له من الأبحاث والدراسات ما يتجاوز الألف، وتنشر له الكثير من الصحف والمجلات.
تُرجمت بعض مؤلفاته إلى اللغة الإنجليزية وأشاد به أكثر من مؤلف أجنبي ناقلين إبداعاته في العرفان والتراث والمستقبل، ويعرف عن الدكتور أسعد علي أن له مشروعًا يُدعى (قاموس علي لألف سنة قادمة)، وقد بثت له القناة الفضائية السورية برنامج بعنوان (حضارة الأمثال وسحر البيان) ضمن برنامجها (هذا الصباح).

## مؤلفاته وآثاره
| اسم الكتاب                                                 | السنة                         | وصف الكتاب |
| ---------------------------------------------------------- | ----------------------------- | --- |
| فن المنتجب العاني وعرفانه                                  | طبعة أولى سنة 1968            | كتاب عبارة عن رسالة دكتوراه في الأدب |
| تهذيب المقدمة للعلايلي                                     | طبعة أولى سنة 1968            | كتاب في مجال اللغة والأصول |
| الإسلام كما بدأ                                            | طبعة أولى سنة 1972            | كتاب في مجال التاريخ |
| الشباب طاقة متحركة خلاقة كيف توجه؟                         | طبعة أولى سنة 1971            | |
| الطلاب وإنسان المستقبل المنقذ                              | طبعة أولى سنة 1971            | |
| الإنسان والتاريخ في شعر أبي تمام                           | طبعة ثانية سنة 1972           | |
| معرفة الله والمكزون السنجاري                               | طبعة أولى سنة 1972            | كتاب عبارة عن رسالة دكتوراه في الفلسفة |
| قصة القواعد                                                | طبعة أولى سنة 1973            | كتاب في مجال اللغة والأصول |
| جذور العربية فروع الحياة                                   | طبعة أولى سنة 1973            | كتاب اشترك معه في تأليفه الدكتور فكتور الكك وهو في مجال اللغة والأصول.                                                                                             |
| مجمع العرب وشخصيتهم في البلاغة                             | ط1 سنة 1974 ، ط2 سنة 1979     | |
| مصابيح القراءة للتأليف العلمي                              | نشر في سنة 1975               | |
| المرأة في القواعد                                          | نشر سنة 1975                  | |
| قصة الإسلام في عيد الغدير                                  | طبعة ثانية سنة 1975.          | |
| النزعة الشعوبية في شعر مهيار الديلمي، ونقدها               | طبعة أولى سنة 1976.           | كتاب في في مجال الأدب والفن |
| من عالم المرأة في عالم اللغة                               | 1976                          | |
| اللغة والحياة                                              | ط1 سنة 1976، ط2 سنة 1979      | |
| صناعة الكتابة                                              | ط1 ، ط2 ، ط3 سنة 1978         | كتاب اشترك معه في تأليفه الدكتور فكتور الكك ويعتبر من أروع مؤلفاته في مجال اللغة والأصول.                                                                          |
| مسرح الجمال والحب والفن في صميم الإنسان                    | طبعة أولى سنة 1978.           | كتاب في مجال الأدب والفن. |
| المعلمين                                                   | طبعة أولى سنة 1978            | كتاب في مجال التربية |
| فرح الصائمين والصائمات                                     | طبعة أولى سنة 1978            | كتاب في المجال الإسلامي. |
| إيمان ماوتسي تونغ وتربية ستمائة مليون حكيم في شعر من الصين | طبعة أولى سنة 1978.           | كتاب في مجال الأدب والفن |
| فن الحياة فن الكتابة                                       | سنة 1978                      | نشر سنة 2000 |
| الأمهات                                                    | طبعة أولى سنة 1979            | كتاب في مجال التربية. |
| تفسير الحديث النبوي في دروس عصرية                          | نشر في سنة 1979               | |
| الثقة بالتراث والمستقبل                                    |                               | دراسة قدمها الدكتور أسعد علي سنة 1979 |
| مختارات أب لأبناء                                          | نشر في سنة 1979               | |
| ضحك الأعصاب للصعاب                                         | نشر سنة 1979                  | |
| الآباء                                                     | طبعة أولى سنة 1979            | كتاب في مجال التربية |
| تفسير القرآن المرتب منهجٌ لليسر التربوي                     | طبعة أولى سنة 1979.           | كتاب تتبع فيه سيرة النبي محمد وفق ترتيب نزول السور القرآنية، واصدرته دار السؤال.                                                                                   |
| سعادة الوعي                                                | أذاعته إذاعة دمشق في سنة 1979 | كتاب في مجال الأدب والفن. |
| أساسيات النحو العربي                                       | نشر في 28/ديسمبر/1979         | |
| السبر الأدبي وروضات معرفة الله والقِيَم النقدية              | نشر سنة 1989                  | كتاب عدد صفحاته 946 صفحة. |
| الشعر الحديث جداً في الوطن العربي والمهجر                   | نشر سنة 1980                  | |
| الثمار الشاهدة في حضارة التقدم                             | نشر سنة 1985                  | |
| الأشجار                                                    | نشر سنة 1986                  | |
| في أضواء القرآن                                            | نشر في سنة 1987               | كتاب في خمسة وعشرين مجلد ترجم منها المجلد الخامس إلى اللغة الإنجليزية بعنوان سعادة بلا موت Happiness Without Death وتميز باستلهام كل سورة وفق مقامات النفس السبعة. |
| عشر معلقات نقدية حول قصيدة حَديثة أسطورة الصحراء            | نشر سنة 1987                  | |
| علم المعاني ومقتضى الحال                                   | نشر سنة 1991                  | كتاب عدد صفحاته 672 صفحة |
| نهج البلاغة ذو الفِقــَر وشرحه العصري                        | نشر في سنة 1990.              | كتاب في استكشاف كنوز المستقبل في كلام أمير الكلام علي بن أبي طالب على سبعة مستويات                                                                                 |
| الإبداع والنقد                                             | نشر سنة 1991                  | كتاب عدد صفحاته 688 صفحة |
| البداوة المنقذة في اللغة والتاريخ                          | نشر سنة 1996.                 | كتاب عبارة عن دراسة قدمها الدكتور أسعد علي سنة 1978 |
| إنسان الجنة                                                | نشر سنة 2002                  | كتاب عدد صفحاته 528 |
| لخاطر آدم                                                  | نشر سنة 2003                  | كتاب عدد صفحاته 735 |
| أساسيات تراثية                                             |                               | |

## دواوينه الشعرية
- عاصفة – سنة 1967
- لأنك حبيتي أو أسطورة الصحراء – سنة 1974.
- زنجية في بلاد السويد - سنة 1971
- أوانس وعوانس - سنة 1977

## وصلات خارجية
- أسعد علي على موقع أرشيف الشارخ.
- إنسان الجنة
- أسعد علي 8
- نهج البلاغة ذو الفقر
- المرآة 12
- السعادة 99
- الرحمة
- مريم الأولى
- لخاطر آدم[وصلة مكسورة]
- الكتاب الأول (قيد الإنشاء) خاص بمؤلفات الدكتور أسعد علي المطبوعة والمسموعة والمرئية